# Auctoritas senatus
Der Begriff auctoritas senatus (lat. Autorität des Senats) beschreibt die einflussreiche Stellung des römischen Senat aufgrund seines Ansehens (auctoritas).
Diese Stellung kam dem Senat weniger durch die verfassungsmäßige, institutionelle Ordnung als vielmehr durch andere Faktoren wie dem gesellschaftlichen Rang seiner Mitglieder, die lange Zeit ausschließlich der Nobilität entstammten (aristokratische Tradition Roms) zu. Senatsbeschlüsse (Senatus consultum) wurden infolge der auctoritas senatus, obwohl nicht bindend, von den Magistraten zumeist ohne substantielle Änderungen umgesetzt. Dies galt insbesondere, wenn durch Interzession – das Recht des „Dazwischentretens“ der Volkstribunen – Senatsbeschlüsse als Grundlage gesetzlicher Regelungen unwirksam geworden waren. Gestützt auf die auctoritas senatus konnten Senatsbeschlüsse dennoch aufgezeichnet werden.